# Martin Nörl
Martin Nörl (Landshut, 12 agosto 1993) è uno snowboarder tedesco.

## Biografia
In Coppa del Mondo ha esordito il 10 gennaio 2010 a Bad Gastein (66ª), ed ha vinto la sfera di cristallo nel 2022.
Nel 2018 ha preso parte ai XXIII Giochi olimpici invernali a Pyeongchang concludendo in ottava posizione nella gara di snowboard cross. Ai mondiali di Bakuriani 2023 ha conquistato la medaglia d'argento nella gara individuale.

## Palmarès

### Mondiali
- 1 medaglia:
  - 1 argento (snowboard cross a Bakuriani 2023)

### Coppa del Mondo
- Vincitore della Coppa del Mondo di snowboard cross nel 2022 e nel 2023
- 10 podi:
  - 7 vittorie
  - 1 secondo posto
  - 2 terzi posti

#### Coppa del Mondo - vittorie
| Data             | Luogo             | Paese    | Disciplina |
| ---------------- | ----------------- | -------- | ---------- |
| 21 dicembre 2018 | Cervinia          | Italia   | SBX        |
| 8 gennaio 2022   | Krasnojarsk       | Russia   | SBX        |
| 9 gennaio 2022   | Krasnojarsk       | Russia   | SBX        |
| 29 gennaio 2022  | Cortina d'Ampezzo | Italia   | SBX        |
| 4 dicembre 2022  | Les Deux Alpes    | Francia  | SBX        |
| 16 marzo 2023    | Veysonnaz         | Svizzera | SBX        |
| 26 marzo 2023    | Mont-Sainte-Anne  | Canada   | SBX        |

Legenda:

SBX = Snowboard cross

### Festival olimpico della gioventù europea
- 1 medaglia:
  - 1 argento (snowboard cross a Szczyrk 2009)